# Đặng Ngọc Truy
Đặng Ngọc Truy (1930–2019) là một tướng lĩnh Quân đội nhân dân Việt Nam, quân hàm Thiếu tướng, Nguyên Phó cục trưởng Cục Tổ chức (1981–1987), Chủ nhiệm Chính trị Quân khu 1 (1988–1991), Phó tư lệnh về Chính trị Quân khu 1 (1991–1994).

## Thân thế sự nghiệp
Đặng Ngọc Truy sinh ngày 01 tháng 01 năm 1930 tại xã Mỹ Hưng, huyện Bình Lục, tỉnh Nam Hà (nay là xã Mỹ Hưng, huyện Mỹ Lộc, tỉnh Nam Định)
Tháng 10 năm 1948, đồng chí tham gia quân đội với chức vụ chiến sĩ văn thư, sau đó làm Tiểu đội trưởng, Trung đội trưởng thuộc Đại đội 516, Trung đoàn 165 và được kết nạp vào Đảng Cộng sản Đông Dương (nay là Đảng cộng sản Việt Nam) tháng 5–1949.
Từ tháng 01 năm 1951 đến tháng 10 năm 1960, ông lần lượt giữ chức vụ Cán sự chính trị Tiểu đoàn 564, Chính trị viên phó và Chính trị viên Đại đội 946; Trợ lý Đảng vụ Trung đoàn 165, Trợ lý Đảng vụ Phòng Chính trị Sư đoàn 312.
Tháng 11 năm 1960, ông được bổ nhiệm giữ chức Trợ lý Tổ chức, Phòng Chính trị Quân khu Hữu Ngạn sau đó được cử đi học Trung cao quân sự ngắn hạn.
Tháng 01 năm 1964, ông được bổ nhiệm giữ chức vụ Trợ lý Tổ chức rồi Phó Trưởng phòng Tổ chức, Cục Chính trị, Quân khu 3
Tháng 12 năm 1969, ông được bổ nhiệm giữ chức Phó trưởng phòng Tổ chức, Quân khu Hữu Ngạn.
Tháng 01 năm 1970, ông giữ chức Phó Chính ủy Trung đoàn 46.
Tháng 8 năm 1971, ông giữ chức Chính ủy Trung đoàn 52, Sư đoàn 320.
Tháng 4 năm 1973, ông giữ chức Phó Chính ủy Lữ đoàn 52, Quân khu 5.
Tháng 4 năm 1974, ông được cử ra miền Bắc dự lớp đào tạo Cao cấp tại Học viện Chính trị
Tháng 4 năm 1976, ông được điều động về công tác tại Quân đoàn 3
Tháng 2 năm 1978, ông được bổ nhiệm giữ chức Phó Tư lệnh về chính trị Sư đoàn 320
Tháng 4 năm 1979, ông được bổ nhiệm giữ chức Chính ủy Sư đoàn 320 thuộc Quân đoàn 3.
Tháng 8 năm 1980, ông được bổ nhiệm chức Phó Chủ nhiệm Chính trị, Quân đoàn 3.
Tháng 7 năm 1981, ông được bổ nhiệm giữ chức Phó Cục trưởng Cục Tổ chức, Tổng cục Chính trị.
Tháng 2 năm 1987, ông được phân công giữ chức Phó Tư lệnh về chính trị kiêm Chủ nhiệm Chính trị Quân đoàn 14, Quân khu 1
Tháng 7 năm 1988, ông được bổ nhiệm chức vụ Chủ nhiệm Chính trị Quân khu 1
Tháng 9 năm 1991, ông được bổ nhiệm chức vụ Phó Tư lệnh về Chính trị Quân khu 1, Phó bí thư Đảng ủy Quân khu.
Tháng 4 năm 1996, ông nghỉ hưu.
Ngày 28 tháng 3 năm 2019, ông từ trần.

## Phong hàm
Thượng úy (11.1958); Đại úy (9.1960);
Thiếu tá (5.1967); Trung tá (12.1973); Thượng tá (1976); Đại tá (8.1978);
Thiếu tướng (6.1988)

## Khen thưởng
- Huân chương Chiến thắng hạng ba;
- Huân chương Quân công hạng nhì;
- Huân chương Quân kỳ Quyết thắng;
- Huân chương Chiến sĩ vẻ vang hạng nhất, nhì, ba;
- Huy hiệu 70 năm tuổi Đảng;